# 藤原永保
藤原 永保（ふじわら の ながやす）は、平安時代中期の貴族。藤原南家貞嗣流、播磨守・藤原尹文の子。官位は正五位下・権右中弁。

## 経歴
村上朝初頭に六位蔵人兼右衛門少尉を務める。村上朝後期の応和2年（962年）頃に大宰少弐兼筑前守として地方官を務めた。
円融朝に入ると、天禄年間（970年-973年）に左衛門権佐・権右中弁と京官を務める。この間の天禄元年（970年）冷泉上皇の厩人と藤原文範の仕丁との間で乱闘が発生した際、永保は検非違使として乱闘に及んだ人々を捕縛しようとするが、院の厩人から頭部に暴行を受け流血を伴う負傷を負った。位階は正五位下に至る。

## 官歴
- 天暦3年（949年） 8月1日：見六位蔵人右衛門少尉[2]
- 応和2年（962年）頃：見大宰少弐兼筑前守[3]
- 天禄元年（970年） 4月3日：見検非違使佐左衛門権佐[4]
- 天禄3年（972年） 7月20日：見権右中弁[5]
- 時期不詳：正五位下[6]

## 系譜
『尊卑分脈』による。
- 父：藤原尹文
- 母：橘恵子（橘良殖の娘）
- 生母不詳の子女
  - 男子：藤原高規
  - 男子：藤原高扶